# Lèmur gris oriental
El lèmur gris oriental (Hapalemur griseus) és un petit lèmur endèmic de Madagascar. Se'n coneixen tres subespècies diferents. S'alimenta principalment de bambú. Els lèmurs del gènere Hapalemur tenen una millor coordinació manual-visual que la majoria d'altres lèmurs. És de color gris i a vegades té una taca vermella al cap. Fa una mitjana de 284 mm de llargada, amb una cua de 36,6 mm.